# أوريليان سيوسيوليتي
أوريليان سيوسيوليتي هو لاعب كرة قدم روماني، ولد في 4 أبريل 2003 في كرايوفا في رومانيا. لعب مع ستيوا بوخارست.

## وصلات خارجية
- أوريليان سيوسيوليتي على موقع قاعدة بيانات كرة القدم.إي يو (الإنجليزية)
- أوريليان سيوسيوليتي على موقع Soccerway.com (الإنجليزية)